# Westlock (Alberta)
Pour les articles homonymes, voir Westlock.
Westlock est une ville (town) située dans la région du centre de l'Alberta au Canada.
Elle fait partie de la circonscription électorale de Westlock—St. Paul[réf. nécessaire].

## Démographie
| 2001  | 2006  | 2011  | 2016  |
| ----- | ----- | ----- | ----- |
| 4 819 | 5 008 | 4 823 | 5 101 |

## Histoire

### Controverse autour d'un passage piéton arc-en-ciel
En juin 2023, la municipalité décore un passage piéton au couleur de l'arc en ciel afin de célébrer la communauté LGBT. En novembre 2023, un référendum est mis en place à la suite d'une pétition d'un groupe demandant la « neutralité dans les espaces publiques », et ayant rassemblé 700 signatures,.
La date du scrutin est fixée au 22 février 2024. Le 23 février 2024, la municipalité annonce les résultats du vote, avec 663 votes (50.9% des votants) en faveur de la proposition pour effacer le passage, malgré l'opposition de la mairie.

## Personnalités nées à Westlock
- Herbert Greenfield : Ancien Premier Ministre de l'Alberta ;
- Greg Polis : joueur de hockey ;
- Claudette Tardif : sénatrice franco-albertaine et militante de la défense des minorités francophones.